# براوة الوقف
قرية براوه الوقف هي إحدى القرى التابعة لمركز أهناسيا في محافظة بني سويف في جمهورية مصر العربية. حسب إحصاءات سنة 2006، بلغ إجمالي السكان في براوه الوقف 4733 نسمة، منهم 2360 رجل و2373 امرأة.